# Hội chứng sợ độ cao
Hội chứng sợ độ cao, tên khoa học là Acrophobia là một nỗi sợ hãi hoặc ám ảnh cực đoan về độ cao, đặc biệt đối với những người có chiều cao bình thường. Nó là một loại ám ảnh về không gian và sự khó chịu khi chuyển động. Hầu hết mọi người đều có một mức độ sợ hãi tự nhiên khi tiếp xúc với độ cao, được gọi là cảm giác sợ rơi. Những người bị chứng sợ độ cao có thể trải qua một cuộc hoảng sợ ở những nơi cao và trở nên quá kích động để tìm cách giúp bản thân được an toàn, họ có thể sẽ hoảng sợ, lo âu, chóng mặt, nôn mửa hay thậm chí sẽ ngất xỉu. Khoảng 2-5% dân số nói chung mắc hội chứng sợ độ cao, số nữ giới mắc phải hội chứng này gấp đôi nam giới. Thuật ngữ này xuất phát từ tiếng Hy Lạp: ἄκρον, ákron, có nghĩa là "đỉnh, đỉnh, cạnh" và φόβος, vicebos, "sợ hãi".

## Nguyên nhân
Theo truyền thống, hội chứng sợ độ cao được xem là một ám ảnh về tinh thần như các hội chứng khác. Các nghiên cứu gần đây đã nghi ngờ về giải thích này; một nỗi sợ hãi vì bị rơi xuống, cùng với một nỗi sợ hãi của tiếng ồn lớn, là một trong những nguyên nhân được cho là bẩm sinh hoặc "không liên quan" đến nỗi sợ hãi. Các nhà nghiên cứu đã lập luận rằng một nỗi sợ hãi về chiều cao là một bản năng được tìm thấy trong nhiều động vật có vú, bao gồm cả động vật sống dưới nước và con người. Các thí nghiệm sử dụng vách đá trực quan đã cho thấy trẻ sơ sinh và trẻ chập chững biết đi, cũng như các loài động vật khác ở các độ tuổi khác nhau, đã miễn cưỡng mạo hiểm ở trên một sàn nhà bằng kính mà cách mặt đất khoảng vài mét.
Một yếu tố góp phần gây nên hội chứng này là một rối loạn chức năng trong việc duy trì sự cân bằng. Trong trường hợp này, sự lo lắng vừa được thành lập vừa là thứ yếu. Hệ thống cân bằng của con người tích hợp các tín hiệu trực quan, tiền đình và cận thị để tính toán vị trí và chuyển động. Khi chiều cao tăng, tín hiệu thị giác rút gọn và sự cân bằng trở nên kém hơn ngay cả ở những người bình thường. Tuy nhiên, hầu hết mọi người phản ứng bằng cách chuyển sang phụ thuộc nhiều hơn vào các chi nhánh độc lập của tiền đình và sự cảm nhận của cơ thể trong hệ thống cân bằng. Còn những người mắc hội chứng sợ độ cao sẽ tiếp tục dựa trên tín hiệu thị giác vì chức năng tiền đình không đầy đủ.

## Điều trị
Đã có một số nghiên cứu về sử dụng liệu pháp thực tế ảo cho hội chứng sợ độ cao. Nhiều loại thuốc khác nhau được sử dụng trong điều trị các ám ảnh sợ độ cao, bao gồm thuốc chống lo âu như benzodiazepines,  thuốc chống trầm cảm,...
Một số phương pháp điều trị chứng nhạy cảm cho những người mắc hội chứng sợ độ cao đã tạo ra những cải thiện ngắn hạn trong các triệu chứng. Tuy nhiên thành công điều trị lâu dài khó đoán trước được.

## Về mặt xã hội và văn hóa
Trong bộ phim Vertigo của Alfred Hitchcock, John "Scottie" Ferguson, do James Stewart thủ vai, đã phải từ chức khỏi lực lượng cảnh sát sau một sự việc khiến anh mắc phải hội chứng sợ độ cao và chóng mặt. Từ "chóng mặt" chỉ được đề cập một lần, trong khi "hội chứng sợ độ cao" được đề cập nhiều lần. Ferguson cũng đã từng ngất xỉu trong khi leo lên một chiếc thang. Có rất nhiều tài liệu tham khảo trong suốt bộ phim về chứng lo sợ độ cao và bị rơi xuống.